# Mallerenga dorsibruna
La mallerenga dorsibruna o mallerenga de dors bru (Poecile rufescens, abans Parus rufescens) és una espècie d'ocell passeriforme que pertany a la família Pàrids.

## Distribució i hàbitat
Es troba al nord-oest del Pacífic dels Estats Units i a l'oest del Canadà, des del sud d'Alaska fins al sud-oest de Califòrnia. És un resident permanent dins del seu àmbit de distribució, amb alguns moviments estacionals ja que les bandades es desplacen a curtes distàncies a la recerca d'aliment. Normalment es mouen a cotes més baixes de la mateixa zona a l'inici de l'hivern i tornen a pujar a cotes més altes a finals d'estiu.
Són capaços d'utilitzar la hipotèrmia nocturna per regular la despesa energètica, cosa que els permet sobreviure a hiverns durs on altres espècies d'ocells que no utilitzen la regulació tèrmica no podrien fer-ho. Algunes estimacions situen l'energia conservada mentre s'utilitza la hipotèrmia nocturna fins al 32%.
El seu hàbitat són boscos de coníferes de cota baixa i boscos mixts de coníferes. A la zona de la badia de San Francisco, aquest ocell s'ha adaptat fàcilment als entorns suburbans, provocant una ampliació de l'abast.

## Descripció
És un ocell petit, d'11,5-12,5 cm de llarg amb un pes de 8,5-12,6 g. El cap és de color marró negre fosc amb les galtes blanques, el clatell és de color marró vermellós brillant, les plomes de les ales són de color gris fosc amb serrells més pàl·lids. Les parts inferiors són de color blanc a blanc grisenc pàl·lid, amb els flancs de color vermellós o gris pàl·lid. Sovint es mouen pel bosc en bandades mixtes i es veuen en grans grups amb altres mallerengues i tallarols.
Es reconeixen tres subespècies amb els flancs més grisos i menys vermellosos més al sud:
- P. r. rufescens (Townsend, 1837) - sud d'Alaska al nord-oest de Califòrnia. Tenen una banda ampla de color vermellós als flancs.
- P. r. neglectus (Ridgway, 1879) - costa central de Califòrnia (comtat de Marin). Tenen una banda vermella estreta als flancs.
- P. r. barlowi (Grinnell, 1900) - costa del sud-oest de Califòrnia (al sud de la badia de San Francisco). Gairebé cap color vermellós als flancs.

## Ecologia
El niu el fa en cavitats, normalment utilitza un forat de picot abandonat, però de vegades l'excava per si sol. Utilitza molta pell i pèl per fer el niu. El niu és en realitat un 50% de pell i pèl. El pèl més comú que utilitzen prové de cérvols, conills i coiots. Els adults també fan una capa de pelatge d'un centímetre de gruix que serveix per cobrir els ous del niu quan surten del niu. Pon de 5 a 8 (de vegades 9) ous per posta.
L'aliment principal està format per insectes i altres invertebrats recollits del fullatge. També mengen llavors, especialment les de coníferes, i fruits. També pot ser assidu a les menjadores on no menysprearà el menjar per a colibrís i sobretot li encanta el sèu.
Els estudis filogenètics moleculars han demostrat que la mallerenga dorsibruna és tàxon germà de la mallerenga boreal (Poecile hudsonicus).